# 馬車鉄道

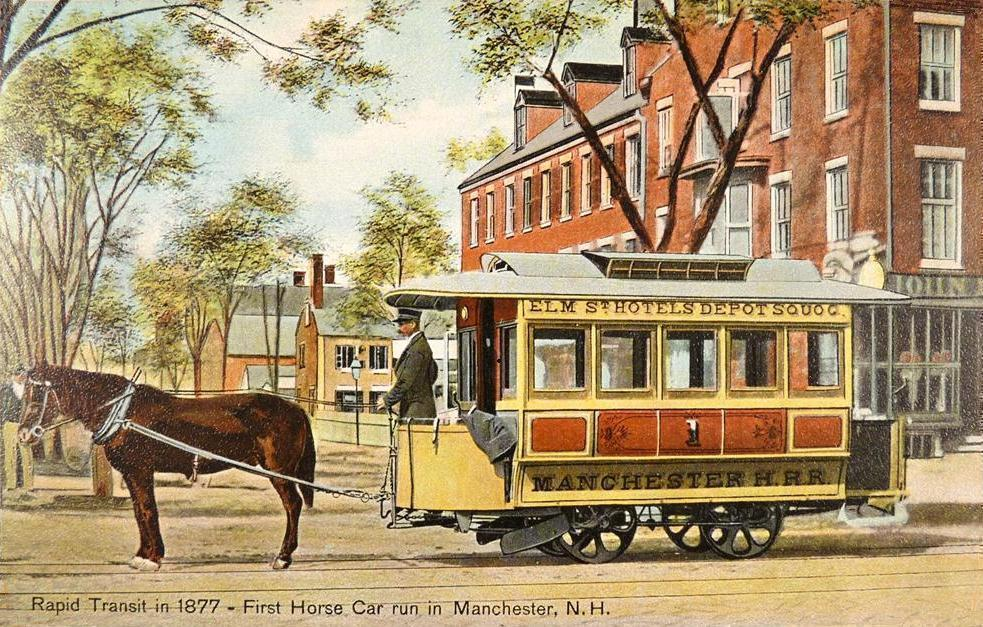
英国マンチェスターの馬車鉄道

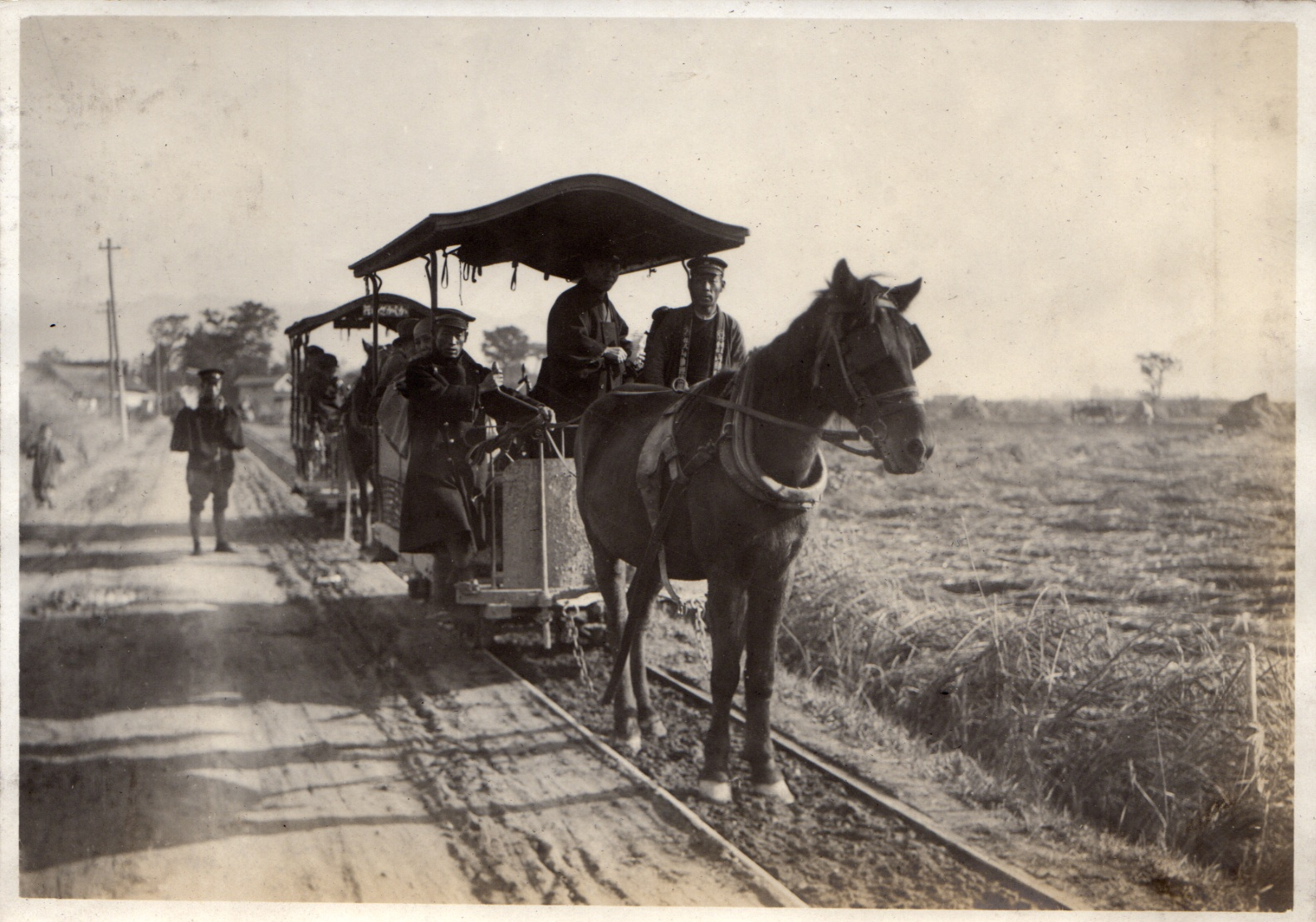
馬車鉄道。大正時代

馬車鉄道（ばしゃてつどう、英: horsecar、horse-drawn tram、horse-drawn railway、streetcar）とは、馬が線路の上を走る車両を引く鉄道である。
19世紀にイギリスで誕生し、通常の馬車に比べて乗り心地もよく輸送力も大きいことから広く使われた。蒸気機関車・路面電車の発展により置き替えられた。

## 概要
馬車鉄道は19世紀初めのイギリスで登場、乗合馬車事業者が道路に鉄のレールを敷設することで馬車の乗り心地を改善する目的で整備されたものである。馬車鉄道に使用された線路がインフラとして注目され、馬ではなく炭鉱で排水に用いられていた蒸気機関を動力源とすることが考え出され、蒸気機関車が登場することとなる。

## 世界の馬車鉄道

### イギリス
世界最初の公共目的の馬車鉄道は1803年に開業したサリー鉄道である。サリー鉄道会社は、当時の運河のモデルにならい線路を保有するのみで、輸送に必要な貨車や馬は利用者が用意した。
最初に旅客輸送を行った馬車鉄道は、1807年に開業したウェールズ地方のオイスターマス鉄道で、既存の路面軌道を用いた馬車鉄道であった。
マンチェスターからリヴァプールへ綿製品を輸送する際にも馬車が利用されていた。しかし雨が降ると路面がぬかるみとなり運行に影響を来していたため、鋼鉄製のレールを敷設することで効率的な輸送が実現できるようになった。
マン島のダグラス・ベイ馬車軌道が現在でも運行されている。

### フランス
1827年にLigne de Saint-Étienne à Andrézieuxが開業した。開業時は貨物専用であったが、1832年より旅客輸送も行った。

### オーストリア
1827年にPferdeeisenbahn Budweis–Linz–Gmundenが開業した。1836年から旅客列車が運行された。

### アメリカ
アメリカでは1832年にニューヨークで開業した。ただし事故が多発したために一旦撤去されている。しかし1852年にニューヨークにて復活、その後は全米各都市に急速に普及した。

### オーストラリア
1867年にはヴィクターハーバーとグラニット島を結ぶ、ヴィクターハーバー馬車鉄道が開通した。

## 日本の馬車鉄道

### 歴史

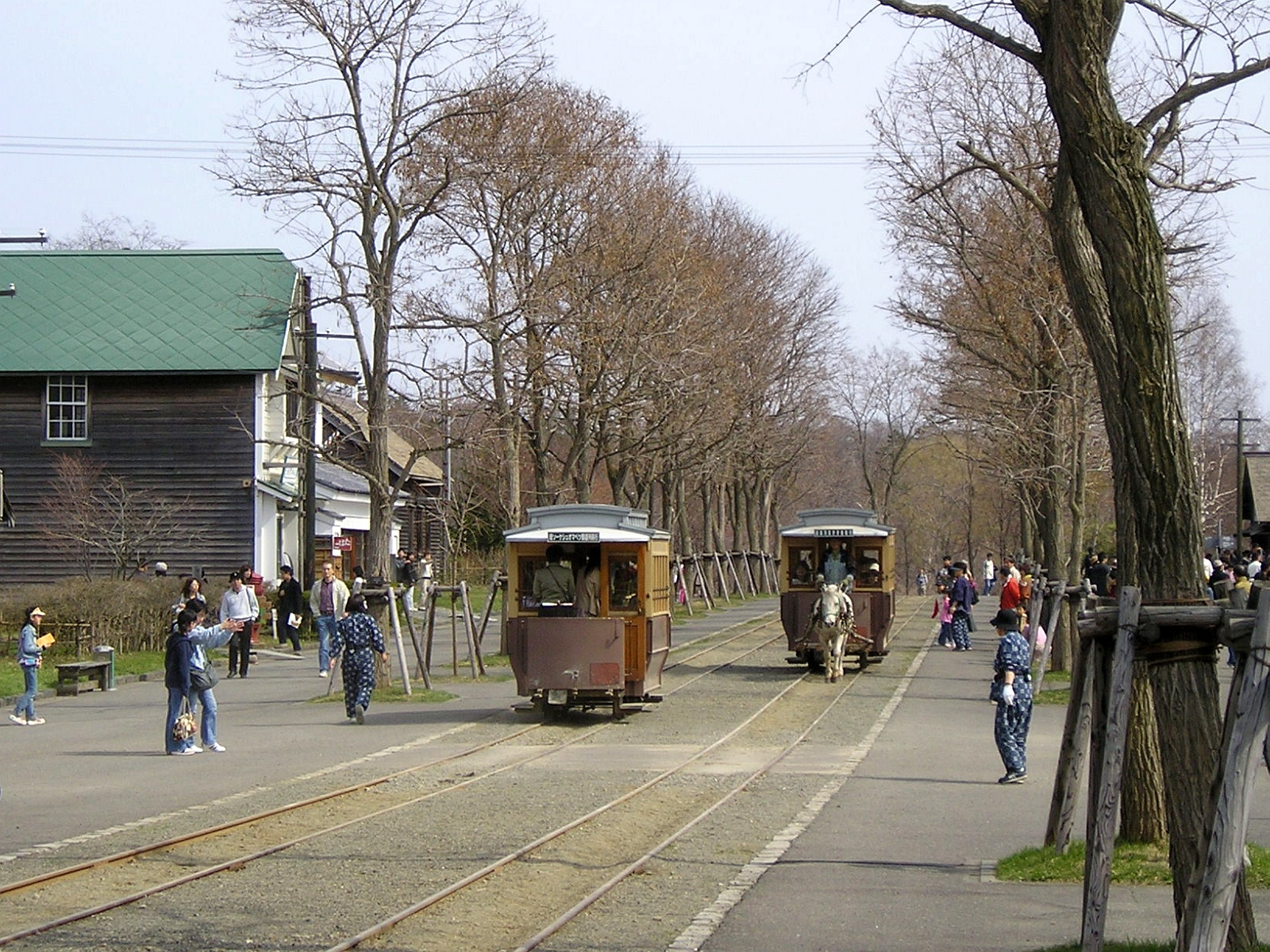
北海道開拓の村に再現された馬車鉄道（2006年5月撮影）

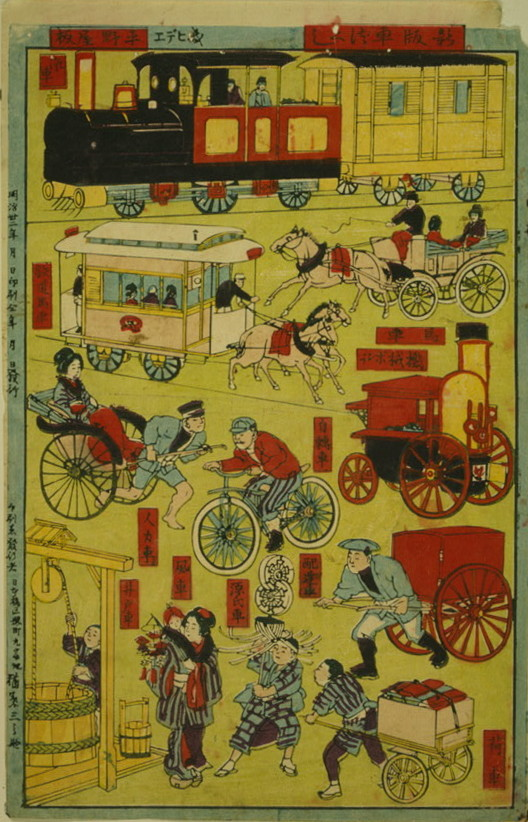
馬車鉄道など車輪を用いた様々な輸送機関が描かれた1889年（明治22年）の浮世絵

明治はじめの日本における鉄道の導入時期には、鉄道とは蒸気力かつ専用の軌道敷を持つものとされていた。その点道路上に敷設し、速度も低速であった馬車鉄道は道路行政として、人車軌道や後の電気軌道と同様に「軌道」に位置付けられた（「軌道条例」および「軌道法」を参照）。
日新真事誌（1873年（明治6年）12月19日）の記事によると、日本では1873年（明治6年）に高島嘉右衛門が新橋駅周辺で出願した。篠原宏によるとこの計画は許可されなかったとしている 。その理由は先行して開業した道路上を走る馬車の危険性などから問題になっていたからである。一方、近代国家の首都として面目を一新する目的もあり、東京府知事の松田道之が評価し、市街交通の中軸に位置付けたことが開業への追い風になった。その後、1882年（明治15年）に「東京馬車鉄道」が最初の馬車鉄道として運行を開始し、南は沖縄から北は北海道までの全国にも広まっていった。しかし、糞尿の処理や給餌などの手間がかからない電気動力に転換される形で馬車鉄道は衰退していった。前述の東京馬車鉄道は1903年（明治36年）に電化され東京電車鉄道となった。また、電気のほか蒸気などに動力を変更したものや、路線廃止になったものも存在する。日本で最後まで営業していた民営の馬車鉄道は、1949年（昭和24年）に廃止された宮崎県の銀鏡軌道だが、北海道の殖民軌道などでは昭和30年代まで存続したものもある。
神津康人によると、1936年（昭和11年）2月の鉄道省調査によれば、軌間 762mm のものは軽石軌道（北海道） 8.4 km 、早来軌道（北海道） 18.6 km 、田名部軌道（青森県） 4 km 、勿来軌道（福島県） 6 km 、日向軌道（宮崎県） 23 km 、軌間 666mm のものは本郷軌道（福井県） 5.2 km 、軌間 914mm のものは博多湾鉄道汽船軌道（福岡県） 3.9 km であった。
馬車の併用軌道上の運転は軌道運転規則によってのみ規定されていたが、現在では道路交通法で路面電車としての規制も受ける。

#### 殖民軌道
1920年代頃より、旧北海道庁により殖民軌道が建設された。これは地方鉄道法・軌道法に基づく鉄道・軌道ではなく北海道庁が敷設した線路上を入植者が所有する馬が台車を牽くものである。浜中町営軌道など後に動力化が行われて通常の軌道として運行された路線もあるが、一部の路線は廃止時まで馬による運行が行われた。

### 統計
| 年度 | 軌道数 | 開業哩程（哩鎖） | 乗客（人） | 貨物量（トン） | 客車（両） | 貨車（両） |
| ---- | ------ | ---------------- | ---------- | -------------- | ---------- | ---------- |
| 1908 | 37     | 259.23           | 8,885,366  | 559,869        | 456        | 656        |
| 1909 | 39     | 273.64           | 8,430,599  | 319,238        | 471        | 649        |
| 1910 | 38     | 262.39           | 8,103,828  | 380,541        | 457        | 678        |
| 1911 | 41     | 277.15           | 8,730,524  | 341,512        | 513        | 639        |
| 1912 | 40     | 291.19           | 8,967,253  | 287,890        | 561        | 676        |
| 1913 | 35     | 269.72           | 9,212,380  | 229,829        | 536        | 578        |
| 1914 | 33     | 243.07           | 4,125,114  | 174,760        | 429        | 544        |
| 1915 | 34     | 244.18           | 4,064,980  | 134,181        | 437        | 577        |
| 1916 | 37     | 260.03           | 4,612,078  | 214,283        | 441        | 646        |
| 1917 | 36     | 243.19           | 4,923,044  | 342,017        | 401        | 604        |
| 1918 | 34     | 195.17           | 4,184,665  | 347,812        | 357        | 495        |
| 1919 | 35     | 201.01           | 4,370,630  | 419,388        | 378        | 517        |
| 1920 | 36     | 200.50           | 3,840,632  | 343,879        | 317        | 527        |
| 1921 | 34     | 177.78           | 3,000,184  | 214,188        | 249        | 350        |
| 1922 | 30     | 158.04           | 2,984,613  | 147,209        | 240        | 273        |
| 1923 | 29     | 177.63           | 2,777,515  | 331,435        | 233        | 715        |
| 1924 | 29     | 174.20           | 2,529,017  | 347,198        | 221        | 704        |
| 1925 | 25     | 140.69           | 1,846,813  | 180,449        | 164        | 694        |
| 1926 | 22     | 139.77           | 1,066,298  | 187,376        | 137        | 688        |
| 1927 | 18     | 178.27           | 827,648    | 202,116        | 120        | 698        |
| 1928 | 18     | 165.37           | 624,636    | 98,725         | 98         | 175        |
| 1929 | 15     | 123.76           | 456,074    | 108,498        | 90         | 157        |
| 1930 | 14     | 123.07           | 420,732    | 92,044         | 66         | 157        |
| 1931 | 16     | 145.04           | 236,582    | 68,956         | 58         | 107        |
| 1932 | 16     | 145.04           | 202,507    | 76,956         | 45         | 110        |
| 1933 | 14     | 137.45           | 187,595    | 108,016        | 42         | 111        |
| 1934 | 15     | 150.47           | 154,909    | 90,006         | 40         | 115        |
| 1935 | 15     | 150.47           | 143,610    | 105,385        | 37         | 109        |
| 1936 | 13     | 130.10           | 78,944     | 97,113         | 37         | 102        |

- 鉄道院年報、鉄道省年報各年度版及び日本鉄道史下巻
- 開業哩程の単位は1927年度以降はKm
- 東京馬車鉄道1社で車両307両、乗客数42,206,917人であった（1902年）

### 復元運行の状況
※復元運行の詳細は、各施設の項目を参照。
現在の日本では、北海道にある野幌森林公園内の北海道開拓の村や岩手県の小岩井農場内にある「まきば園」で、観光用に復元した馬車鉄道が運行されている。

### 主な馬車鉄道
全国鉄道馬車会社一覧表（『明治の郵便・鉄道馬車』篠原宏　雄松堂出版　p133-135）とWikipedia記事を照らし合わせて作成。これらの他にも、後に電気鉄道や蒸気鉄道に転換されたものがある。
- 北海道
  - 上川馬車鉄道 - 旭川市街軌道の頁の概要を参照。
  - 函館馬車鉄道
- 岩手県
  - 釜石馬車鉄道 - 釜石鉱山鉄道の項を参照。
- 秋田県
  - 秋田馬車鉄道 - 秋田市電の頁を参照。
- 群馬県
  - 碓氷馬車鉄道
- 東京都
  - 東京馬車鉄道
  - 千住馬車鉄道
- 大阪府
  - 大阪馬車鉄道 - 阪堺電気軌道上町線の頁を参照。